# Dans la ligne de mire
Cet article concerne le film de Wolfgang Petersen. Pour l'album de Hussein Fatal, voir In the Line of Fire.
Pour les articles homonymes, voir Ligne de mire.
Pour plus de détails, voir Fiche technique et Distribution.
Dans la ligne de mire (In the Line of Fire) ou Sur la ligne de feu au Québec est un film américain de Wolfgang Petersen, sorti en 1993.

## Synopsis
Au début des années 1990, Frank Horrigan, un agent du Secret Service, une unité du gouvernement américain affectée à la protection du président des États-Unis, est en fin de carrière. Présent à Dallas le 22 novembre 1963, Horrigan s'en veut toujours de n'avoir pas pu éviter l'assassinat de John F. Kennedy, alors qu'il faisait partie de l'équipe qui assurait sa protection ce jour-là.
Aussi, lorsqu'un ex-tueur de la CIA, Mitch Leary (qui se fait appeler « Booth » comme John Wilkes Booth), décide de s'en prendre au président actuel et prévoit de l'assassiner alors qu'il se représente aux élections et fait de nombreuses apparitions publiques à travers le pays, Horrigan, toujours en poste, prend l'affaire à cœur. Malgré son âge avancé, il demande à retourner au service de protection présidentiel (le Presidential Protective Detail) où il entame une relation avec sa collègue, l'agent Lilly Raines.
Un jeu mortifère se met alors en place entre le tueur et le garde du corps.

## Fiche technique
- Titre original : In the Line of Fire
- Titre français : Dans la ligne de mire
- Titre québécois : Sur la ligne de feu
- Réalisation : Wolfgang Petersen
- Scénario : Jeff Maguire
- Musique : Ennio Morricone
- Photographie : John Bailey
- Montage : Anne V. Coates
- Production : Jeff Apple, Gail Katz (en) et Wolfgang Petersen
- Sociétés de production : Columbia Pictures, Castle Rock Entertainment
- Budget : 40 millions de dollars
- Pays de production :  États-Unis
- Langue originale : anglais
- Format : couleur par Technicolor - 2,35:1 - Stéréo
- Genre : thriller
- Durée : 128 minutes
- Date de sortie :
  - États-Unis : 9 juillet 1993
  - France : 8 septembre 1993
- Affiche : Bill Gold (États-Unis)

## Distribution
- Clint Eastwood (VF : Jean-Claude Michel ; VQ : Jean Fontaine) : l'agent Frank Horrigan
- John Malkovich (VF : Gérard Rinaldi ; VQ : Luis de Cespedes) : Mitch Leary
- Rene Russo (VF : Emmanuèle Bondeville ; VQ : Claudine Chatel) : l'agent Lilly Raines
- Dylan McDermott (VF : Vincent Violette ; VQ : Alain Zouvi) : l'agent Al D'Andrea
- Gary Cole (VF : Philippe Vincent ; VQ : Daniel Picard) : Bill Watts
- Tobin Bell (VF : Gilbert Lévy ; VQ : Manuel Tadros) : Mendoza
- John Heard : le professeur Riger
- Jim Curley : le président des États-Unis (nom de code « Voyageur »)
- Fred Dalton Thompson (VF : Pierre Hatet ; VQ : Ronald France) : Harry Sargent
- John Mahoney (VF : Michel Modo ; VQ : Jean-Marie Moncelet) : Sam Campagna
- Gregory Alan Williams (VF : Tola Koukoui) : Matt Wilder
- Clyde Kusatsu (VF : Daniel Lafourcade ; VQ : Luc Durand) : Jack Okura
- Patrika Darbo (en) (VQ : Johanne Léveillé) : Pam Magnus
- Steve Hytner (en) (VQ : Pierre Auger) : Tony Carducci
- Cylk Cozart (en) : l'agent Cozart
- Joshua Malina (VQ : Gilbert Lachance) : l'agent Chavez
- Steve Railsback (VF : Philippe Peythieu ; VQ : Mario Desmarais) : David Coppinger
- William G. Schilling (VF : Jacques Ciron ; VQ : Yves Massicotte) : Stanford Riggs
- Brian Libby (it) : un agent du FBI

## Production

### Genèse et développement
Le producteur Jeff Apple commence à développer le scénario de Dans la ligne de mire au milieu des années 1980. Depuis son enfance, il avait prévu de tourner un film sur un agent de l'United States Secret Service pendant l'assassinat de John F. Kennedy.
Jeff Apple a été inspiré et intrigué par le souvenir vivant de sa rencontre avec le vice-président Lyndon B. Johnson, celui-ci étant entouré d'agents du Secret Service, en costume sombre avec des écouteurs et des lunettes de soleil. Le concept frappe ensuite Apple alors, qu’adolescent, il regarde les rediffusions télévisées de l’assassinat de John F. Kennedy.
En 1991, l'auteur Jeff Maguire rejoint l'aventure et termine le scénario qui allait devenir le film Dans la ligne de mire.

### Inspiration
Le personnage de Frank Horrigan est inspiré de Clinton J. Hill, un agent des services secrets qui fut, lors de l'assassinat de John F. Kennedy à Dallas, le premier à réagir aux coups de feu frappant le cortège présidentiel en grimpant sur le marchepied arrière de la voiture présidentielle Lincoln et repoussant la première dame Jackie Kennedy à l'intérieur de la voiture.

### Attribution des rôles
Le rôle principal était initialement prévu pour James Caan. Gene Hackman, Tommy Lee Jones, Val Kilmer, Robert Redford, Dustin Hoffman et Sean Connery étaient également pressentis, mais il a finalement été obtenu par Clint Eastwood.
Le rôle du méchant était prévu au départ pour Robert De Niro, mais il tournait Mad Dog and Glory à la même période. Willem Dafoe, Jack Nicholson, Robert Duvall, Ed Harris et même Vincent D'Onofrio étaient également pressentis, rôle obtenu par John Malkovich qui, pour la première fois de sa carrière, incarne le méchant du film.
Pour le rôle de l'agent Lilly Raines, Sharon Stone et Glenn Close étaient destinées à incarner le personnage, rôle obtenu par Rene Russo.
Bill Pullman étaient pressenti pour le rôle de l'agent Al Andrea.

### Tournage
Le tournage commence à la fin de l'année 1992 à Washington, D.C. Des scènes se passant à la Maison-Blanche sont filmées sur un décor existant tandis qu'un décor d'intérieur pour l'avion présidentiel Air Force One est construit, pour un coût de 250 000 dollars.
Une des intrigues secondaires du film concerne la campagne de réélection du président des États-Unis que Horrigan protège. Pour les scènes de rassemblement de campagne, le réalisateur a utilisé des séquences numériques modifiées des événements de la campagne du président George H.W. Bush et de celle du gouverneur Bill Clinton.
Le film a également utilisé des images numérisées provenant de films de l'acteur Clint Eastwood dans les années 1960, insérées dans les scènes d'assassinat de Kennedy. Comme Jeff Apple l'a décrit au Los Angeles Times, Clint « obtient la première coupe de cheveux numérique au monde ».

## Accueil

### Critique
Dans la ligne de mire a reçu un accueil critique majoritairement positif. Sur le site agrégateur de critiques Rotten Tomatoes, le film obtient un score de 96 % d'avis favorables, sur la base de 73 critiques collectées et une note moyenne de 7,79/10 ; le consensus du site indique : « Thriller honnête du plus haut niveau, [Dans la ligne de mire] bénéficie de la direction tendue de Wolfgang Petersen et des performances charismatiques de Clint Eastwood et John Malkovich ». Sur Metacritic, le film obtient une note moyenne pondérée de 74 sur 100, sur la base de 16 critiques collectées ; le consensus du site indique : « Avis généralement favorables ».
Pour le critique Roger Ebert du Chicago Sun-Times, « La plupart des thrillers de nos jours concernent des cascades et de l'action. [Dans la ligne de mire] a un esprit ».

### Box office
Le film a connu un important succès commercial, rapportant environ 176 997 000 $ au box-office mondial, dont 102 314 823 $ en Amérique du Nord, pour un budget de production de 40 000 000 $. En France, il a réalisé 955 164 entrées et 1 879 567 entrées en Allemagne.

## Distinctions
Le film n'a gagné aucune récompense importante mais a été nommé trois fois aux Oscars du cinéma (Meilleur acteur dans un second rôle pour John Malkovich, Meilleur scénario original et Meilleur montage), trois fois aux BAFTA Awards (dans les mêmes catégories que pour les Oscars) et John Malkovich a été nommé pour le Golden Globe du meilleur acteur dans un second rôle et le Saturn Award du meilleur acteur dans un second rôle.

## Autour du film
- On peut entendre la chanson As Time Goes By, interprétée par Clint Eastwood au piano du bar.
- Le film fait de nombreuses références et clins d'œil à d'autres films tournés par Eastwood, notamment la saga de L'inspecteur Harry ainsi qu'aux films L'épreuve de Force et Le Maître de guerre.

## Dans la culture populaire
Dans le jeu vidéo Fallout II (1998), Frank Horrigan est le nom d'un agent gouvernemental de l'Enclave (dans le jeu, ce qu'il reste du gouvernement des États-Unis), le principal antagoniste du héros.